# گرینوف، استرالیای غربی
گرینوف (به انگلیسی: Greenough) یک شهرک در استرالیا است که در استرالیای غربی واقع شده‌است.